# Llista de monuments dels Plans de Sió
Llista de monuments dels Plans de Sió inclosos en l'Inventari del Patrimoni Arquitectònic Català pel municipi dels Plans de Sió (Segarra). Inclou els inscrits en el Registre de Béns Culturals d'Interès Nacional (BCIN) amb la classificació de monuments històrics, els béns culturals d'interès local (BCIL) de caràcter immoble i la resta de béns arquitectònics integrants del patrimoni cultural català.
| Monument                                                              | Protecció    | Estil/època                                | Localització                                                      | Coordenades                                          | Codi?         | Imatge |
| --------------------------------------------------------------------- | ------------ | ------------------------------------------ | ----------------------------------------------------------------- | ---------------------------------------------------- | ------------- | --- |
| Església de Sant Esteve                                               | BCIN 173-MH  | Romànic, barroc XII, XVIII                 | Els Plans de Sió Pl. de l'Església, Pelagalls                     | 41° 45′ 07″ N, 1° 12′ 12″ E / 41.751947°N,1.203311°E | RI-51-0005098 | Església de Sant Esteve (els Plans de Sió) · Vegeu més fotos d'aquest monument · Carregueu una nova foto d'aquest monument                                |
| Castell de l'Aranyó                                                   | BCIN 1248-MH | Romànic, gòtic tardà XII, XVI, XVII        | Els Plans de Sió Pl. Manuel de Pedrolo, l'Aranyó                  | 41° 42′ 20″ N, 1° 13′ 05″ E / 41.705624°N,1.218134°E | RI-51-0006431 | Castell de l'Aranyó (els Plans de Sió) · Vegeu més fotos d'aquest monument · Carregueu una nova foto d'aquest monument                                    |
| Portal i restes de fortificació de l'Aranyó                           | BCIN 1249-MH | Romànic XII                                | Els Plans de Sió Aranyó                                           | 41° 42′ 20″ N, 1° 13′ 06″ E / 41.705482°N,1.218422°E | RI-51-0006432 | Portal i restes de fortificació de l'Aranyó (els Plans de Sió) · Vegeu més fotos d'aquest monument · Carregueu una nova foto d'aquest monument            |
| Castell de Montcortès                                                 | BCIN 1250-MH | Gòtic-Renaixement XV-XVI                   | Els Plans de Sió Pl. del Castell, Montcortès                      | 41° 42′ 24″ N, 1° 13′ 48″ E / 41.706608°N,1.229982°E | RI-51-0006853 | Castell de Montcortès (els Plans de Sió) · Vegeu més fotos d'aquest monument · Carregueu una nova foto d'aquest monument                                  |
| Castell de les Pallargues                                             | BCIN 1258-MH | Romànic, gòtic XI, XV, XX                  | Els Plans de Sió C. Prat de la Riba, 5, les Pallargues            | 41° 45′ 45″ N, 1° 11′ 51″ E / 41.762528°N,1.197458°E | RI-51-0006433 | Castell de les Pallargues (els Plans de Sió) · Vegeu més fotos d'aquest monument · Carregueu una nova foto d'aquest monument                              |
| Castell de Concabella                                                 | BCIN 1259-MH | Romànic, gòtic tardà XI, XVI               | Els Plans de Sió Pl. Major, Concabella                            | 41° 45′ 06″ N, 1° 14′ 06″ E / 41.751546°N,1.234929°E | RI-51-0006434 | Castell de Concabella (els Plans de Sió) · Vegeu més fotos d'aquest monument · Carregueu una nova foto d'aquest monument                                  |
| Castell-molí de Ratera                                                | BCIN 1260-MH | Gòtic, historicisme XIV, XVI, XX Mitjan    | Els Plans de Sió Carretera a Agramunt, Ratera                     | 41° 45′ 02″ N, 1° 13′ 28″ E / 41.750622°N,1.224324°E | RI-51-0006435 | Castell-molí de Ratera (els Plans de Sió) · Vegeu més fotos d'aquest monument · Carregueu una nova foto d'aquest monument                                 |
| Torre dels Joiells                                                    | BCIN 1272-MH |                                            | Els Plans de Sió Canós                                            | 41° 41′ 19″ N, 1° 12′ 28″ E / 41.688477°N,1.207914°E | RI-51-0006436 | Torre dels Joiells (els Plans de Sió) · Carregueu una nova foto d'aquest monument                                                                         |
| Creu de terme d'Hostafrancs                                           |              | Gòtic tardà XVII                           | Els Plans de Sió Pl. de l'Església, Hostafrancs                   | 41° 44′ 12″ N, 1° 14′ 38″ E / 41.73658°N,1.24391°E   | IPA-17677     | Creu de terme d'Hostafrancs (els Plans de Sió) · Vegeu més fotos d'aquest monument · Carregueu una nova foto d'aquest monument                            |
| Església parroquial de l'Assumpció de l'Aranyó                        | BCIL 2010    | Romànic, barroc XII, XVII                  | Els Plans de Sió Pl. de l'Església, l'Aranyó                      | 41° 42′ 20″ N, 1° 13′ 07″ E / 41.70559°N,1.21873°E   | IPA-26084     | Església parroquial de l'Assumpció de l'Aranyó (els Plans de Sió) · Vegeu més fotos d'aquest monument · Carregueu una nova foto d'aquest monument         |
| Església parroquial de Sant Jaume del Canós                           | BCIL 2010    | Barroc, obra popular XVII, XIX             | Els Plans de Sió Pl. de l'Església, el Canós                      | 41° 41′ 19″ N, 1° 12′ 22″ E / 41.68856°N,1.20599°E   | IPA-26087     | Església parroquial de Sant Jaume del Canós (els Plans de Sió) · Vegeu més fotos d'aquest monument · Carregueu una nova foto d'aquest monument            |
| Vila Closa del Canós                                                  | BCIL 2010    | Obra popular X, XVII                       | Els Plans de Sió El Canós                                         | 41° 41′ 19″ N, 1° 12′ 19″ E / 41.68859°N,1.20516°E   | IPA-26088     | Vila Closa del Canós (els Plans de Sió) · Vegeu més fotos d'aquest monument · Carregueu una nova foto d'aquest monument                                   |
| Casa Pijuan                                                           | BCIL 2010    | Obra popular XX                            | Els Plans de Sió Camí de Cervera, el Canós                        | 41° 41′ 17″ N, 1° 12′ 20″ E / 41.68819°N,1.20556°E   | IPA-26090     | Casa Pijuan (els Plans de Sió) · Vegeu més fotos d'aquest monument · Carregueu una nova foto d'aquest monument                                            |
| Cal Gomar, o Can Gomà                                                 | BCIL 2010    | Obra popular XVII, XIX                     | Els Plans de Sió C. Major, 8, Canós                               | 41° 41′ 19″ N, 1° 12′ 18″ E / 41.68866°N,1.205°E     | IPA-26091     | Cal Gomar (els Plans de Sió) · Vegeu més fotos d'aquest monument · Carregueu una nova foto d'aquest monument                                              |
| Església de Sant Salvador de Concabella                               | BCIL 2010    | Romànic XIII                               | Els Plans de Sió Pl. de l'Església, Concabella                    | 41° 45′ 06″ N, 1° 14′ 08″ E / 41.75176°N,1.23555°E   | IPA-26093     | Església de Sant Salvador de Concabella (els Plans de Sió) · Vegeu més fotos d'aquest monument · Carregueu una nova foto d'aquest monument                |
| Cal Regué                                                             | BCIL 2010    | Obra popular XVIII                         | Els Plans de Sió Pl. de l'Església, Concabella                    | 41° 45′ 05″ N, 1° 14′ 08″ E / 41.75152°N,1.23557°E   | IPA-26094     | Cal Regué (els Plans de Sió) · Vegeu més fotos d'aquest monument · Carregueu una nova foto d'aquest monument                                              |
| Casa Comelles, Cal Recasens                                           | BCIL 2010    | Obra popular XIX                           | Els Plans de Sió C. Major, Concabella                             | 41° 45′ 06″ N, 1° 14′ 07″ E / 41.75167°N,1.23527°E   | IPA-26098     | Casa Comelles (els Plans de Sió) · Vegeu més fotos d'aquest monument · Carregueu una nova foto d'aquest monument                                          |
| Capella de Sant Vicenç de Concabella                                  | BCIL 2010    | Barroc XVII                                | Els Plans de Sió Concabella, carretera a Tàrrega                  | 41° 45′ 03″ N, 1° 13′ 39″ E / 41.75071°N,1.22761°E   | IPA-26099     | Capella de Sant Vicenç de Concabella (els Plans de Sió) · Vegeu més fotos d'aquest monument · Carregueu una nova foto d'aquest monument                   |
| Casa Marses, Can Joan                                                 | BCIL 2010    | Romànic, gòtic, obra popular XII, XVI, XIX | Els Plans de Sió C. Major, 10, Concabella                         | 41° 45′ 05″ N, 1° 14′ 07″ E / 41.75133°N,1.23527°E   | IPA-26100     | Can Joan (els Plans de Sió) · Vegeu més fotos d'aquest monument · Carregueu una nova foto d'aquest monument                                               |
| Cal Gavernet, Cal Recansens, Cal Comelles                             | BCIL 2010    | Eclecticisme XIX                           | Els Plans de Sió C. Major, 8, Concabella                          | 41° 45′ 04″ N, 1° 14′ 04″ E / 41.75105°N,1.23433°E   | IPA-26101     | Cal Gavernet (els Plans de Sió) · Vegeu més fotos d'aquest monument · Carregueu una nova foto d'aquest monument                                           |
| Església parroquial de Sant Bartomeu                                  | BCIL 2010    | Barroc, obra popular XVIII                 | Els Plans de Sió Pl. de l'Església, Hostafrancs                   | 41° 44′ 12″ N, 1° 14′ 37″ E / 41.73678°N,1.24374°E   | IPA-26103     | Església parroquial de Sant Bartomeu (els Plans de Sió) · Vegeu més fotos d'aquest monument · Carregueu una nova foto d'aquest monument                   |
| Casa Gregori                                                          | BCIL 2010    | Obra popular XVIII                         | Els Plans de Sió Pl. de l'Església, 16, Hostafrancs               | 41° 44′ 12″ N, 1° 14′ 39″ E / 41.73677°N,1.24425°E   | IPA-26104     | Casa Gregori (els Plans de Sió) · Vegeu més fotos d'aquest monument · Carregueu una nova foto d'aquest monument                                           |
| Cal Bernat                                                            | BCIL 2010    | Obra popular, gòtic XV                     | Els Plans de Sió C. del Centre, 13, Hostafrancs                   | 41° 44′ 12″ N, 1° 14′ 35″ E / 41.73667°N,1.24293°E   | IPA-26106     | Cal Bernat (els Plans de Sió) · Vegeu més fotos d'aquest monument · Carregueu una nova foto d'aquest monument                                             |
| Casa l'Esquilador                                                     |              | Obra popular XVIII                         | Els Plans de Sió C. del Centre, 16, Hostafrancs                   | 41° 44′ 12″ N, 1° 14′ 35″ E / 41.7367°N,1.24307°E    | IPA-26108     | Casa l'Esquilador (els Plans de Sió) · Vegeu més fotos d'aquest monument · Carregueu una nova foto d'aquest monument                                      |
| Cal Tarragó, o Cal Bonet                                              | BCIL 2010    | Gòtic tardà, historicisme XVI              | Els Plans de Sió C. de la Plaça, 1, Hostafrancs                   | 41° 44′ 11″ N, 1° 14′ 37″ E / 41.73651°N,1.24358°E   | IPA-26109     | Cal Tarragó (els Plans de Sió) · Vegeu més fotos d'aquest monument · Carregueu una nova foto d'aquest monument                                            |
| Font a la plaça de l'Església d'Hostafrancs                           | BCIL 2010    | Obra popular XX                            | Els Plans de Sió Hostafrancs                                      | 41° 44′ 12″ N, 1° 14′ 38″ E / 41.73669°N,1.24378°E   | IPA-26111     | Font a la plaça de l'Església d'Hostafrancs (els Plans de Sió) · Vegeu més fotos d'aquest monument · Carregueu una nova foto d'aquest monument            |
| Església parroquial de Santa Anna de Montcortès, església del castell | BCIL 2010    | Obra popular XV                            | Els Plans de Sió Pl. del Castell, Montcortès                      | 41° 42′ 23″ N, 1° 13′ 49″ E / 41.70636°N,1.23035°E   | IPA-26113     | Església parroquial de Santa Anna de Montcortès (els Plans de Sió) · Vegeu més fotos d'aquest monument · Carregueu una nova foto d'aquest monument        |
| Casa Montcortès                                                       | BCIL 2010    | Obra popular XVIII                         | Els Plans de Sió C. Únic, 3, Montcortès                           | 41° 42′ 20″ N, 1° 13′ 50″ E / 41.70565°N,1.23044°E   | IPA-26114     | Casa Montcortès (els Plans de Sió) · Vegeu més fotos d'aquest monument · Carregueu una nova foto d'aquest monument                                        |
| Església parroquial de Santa Maria de Mont-roig                       | BCIL 2010    | Barroc XVIII                               | Els Plans de Sió Pl. de l'Església, Mont-roig                     | 41° 44′ 59″ N, 1° 11′ 04″ E / 41.74966°N,1.18452°E   | IPA-26116     | Església parroquial de Santa Maria de Mont-roig (els Plans de Sió) · Vegeu més fotos d'aquest monument · Carregueu una nova foto d'aquest monument        |
| Cal Romaní                                                            | BCIL 2010    | Obra popular XIX                           | Els Plans de Sió C. Escoles, 54, Mont-roig                        | 41° 45′ 00″ N, 1° 11′ 02″ E / 41.74999°N,1.18377°E   | IPA-26117     | Cal Romaní (els Plans de Sió) · Vegeu més fotos d'aquest monument · Carregueu una nova foto d'aquest monument                                             |
| Cal Gili, o Cal Figueres                                              | BCIL 2010    | Gòtic-Renaixement XVI                      | Els Plans de Sió Pl. de l'Església, Mont-roig                     | 41° 45′ 00″ N, 1° 11′ 05″ E / 41.74995°N,1.18464°E   | IPA-26118     | Cal Gili (els Plans de Sió) · Vegeu més fotos d'aquest monument · Carregueu una nova foto d'aquest monument                                               |
| Cal Cisterna, o Cal Valls                                             | BCIL 2010    | Obra popular XVII                          | Els Plans de Sió C. Major, Mont-roig                              | 41° 45′ 02″ N, 1° 11′ 06″ E / 41.750447°N,1.185021°E | IPA-26119     | Cal Cisterna (els Plans de Sió) · Vegeu més fotos d'aquest monument · Carregueu una nova foto d'aquest monument                                           |
| Capella de Sant Pere de Muller                                        | BCIL 2010    | Romànic, barroc XII, XVIII                 | Els Plans de Sió Pl. de l'Església, Muller                        | 41° 42′ 30″ N, 1° 12′ 32″ E / 41.70823°N,1.20882°E   | IPA-26121     | Capella de Sant Pere de Muller (els Plans de Sió) · Vegeu més fotos d'aquest monument · Carregueu una nova foto d'aquest monument                         |
| Església parroquial de Sant Salvador de les Pallargues                | BCIL 2010    | Neoclassicisme XIX                         | Els Plans de Sió C. de l'Església, les Pallargues                 | 41° 45′ 43″ N, 1° 11′ 51″ E / 41.76207°N,1.19756°E   | IPA-26123     | Església parroquial de Sant Salvador de les Pallargues (els Plans de Sió) · Vegeu més fotos d'aquest monument · Carregueu una nova foto d'aquest monument |
| Capella de Sant Llorenç de Ratera                                     | BCIL 2010    | Obra popular XVIII                         | Els Plans de Sió Ratera, davant el portal d'accés al nucli        | 41° 45′ 08″ N, 1° 13′ 22″ E / 41.75231°N,1.22283°E   | IPA-26135     | Capella de Sant Llorenç de Ratera (els Plans de Sió) · Vegeu més fotos d'aquest monument · Carregueu una nova foto d'aquest monument                      |
| Mas de Golonor                                                        | BCIL 2010    | Obra popular XIX                           | Els Plans de Sió Sisteró                                          | 41° 45′ 04″ N, 1° 12′ 51″ E / 41.75107°N,1.21427°E   | IPA-26136     | Mas de Golonor (els Plans de Sió) · Vegeu més fotos d'aquest monument · Carregueu una nova foto d'aquest monument                                         |
| Capella de la Mare de Déu del Bellvilar                               | BCIL 2010    | Romànic, obra popular XII, XVIII           | Els Plans de Sió Sisteró                                          | 41° 45′ 15″ N, 1° 12′ 36″ E / 41.75412°N,1.21003°E   | IPA-26138     | Capella de la Mare de Déu del Bellvilar (els Plans de Sió) · Vegeu més fotos d'aquest monument · Carregueu una nova foto d'aquest monument                |
| Molí del Serra, Molí d'oli de Mont-roig, Molí de l'Oli                | BCIL 2010    | Obra popular XVIII                         | Els Plans de Sió Mont-roig, des del c. Sant Roc                   | 41° 45′ 14″ N, 1° 10′ 44″ E / 41.754°N,1.17887°E     | IPA-26139     | Molí del Serra (els Plans de Sió) · Vegeu més fotos d'aquest monument · Carregueu una nova foto d'aquest monument                                         |
| Molí Boixadera                                                        | BCIL 2010    | Obra popular XVIII                         | Els Plans de Sió Mont-roig, des del c. Sant Roc                   | 41° 45′ 08″ N, 1° 11′ 12″ E / 41.7522°N,1.18671°E    | IPA-26140     | Molí Boixadera (els Plans de Sió) · Vegeu més fotos d'aquest monument · Carregueu una nova foto d'aquest monument                                         |
| Molí del Castell de Pallargues, Molí de Concabella                    | BCIL 2010    | Obra popular XVI                           | Els Plans de Sió Les Pallargues                                   | 41° 45′ 27″ N, 1° 11′ 54″ E / 41.7575°N,1.19832°E    | IPA-26141     | Molí del Castell de Pallargues (els Plans de Sió) · Vegeu més fotos d'aquest monument · Carregueu una nova foto d'aquest monument                         |
| Molí d'Hostafrancs                                                    | BCIL 2010    | Obra popular XIX                           | Els Plans de Sió Camí del Molí, Hostafrancs                       | 41° 43′ 57″ N, 1° 14′ 18″ E / 41.7326°N,1.23845°E    | IPA-26143     | Molí d'Hostafrancs (els Plans de Sió) · Vegeu més fotos d'aquest monument · Carregueu una nova foto d'aquest monument                                     |
| Cal Fuster, Casa a la plaça del Castell                               | BCIL 2010    | Obra popular XIX                           | Els Plans de Sió C. de l'Església, 3, les Pallargues              | 41° 45′ 44″ N, 1° 11′ 51″ E / 41.76218°N,1.19742°E   | IPA-31147     | Cal Fuster (els Plans de Sió) · Vegeu més fotos d'aquest monument · Carregueu una nova foto d'aquest monument                                             |
| Ermita de Sant Roc                                                    |              | Romànic XII, XX                            | Els Plans de Sió Camí a Pelagalls, Mont-roig                      | 41° 45′ 04″ N, 1° 11′ 32″ E / 41.75112°N,1.19223°E   | IPA-35666     | Ermita de Sant Roc (els Plans de Sió) · Vegeu més fotos d'aquest monument · Carregueu una nova foto d'aquest monument                                     |
| Cal Gendó                                                             |              | Obra popular XVIII, XX                     | Els Plans de Sió Travessia del Sió, cantonada c. Major, Sisteró   | 41° 45′ 14″ N, 1° 12′ 28″ E / 41.75402°N,1.20764°E   | IPA-35667     | Cal Gendó (els Plans de Sió) · Vegeu més fotos d'aquest monument · Carregueu una nova foto d'aquest monument                                              |
| Casa l'Aranyó                                                         | BCIL 2010    | Gòtic, obra popular XII, XVIII             | Els Plans de Sió Pl. Manuel de Pedrolo, l'Aranyó                  | 41° 42′ 19″ N, 1° 13′ 05″ E / 41.70541°N,1.21798°E   | IPA-35668     | Casa l'Aranyó (els Plans de Sió) · Vegeu més fotos d'aquest monument · Carregueu una nova foto d'aquest monument                                          |
| Rectoria de Pelagalls                                                 | BCIL 2010    | Obra popular XVII                          | Els Plans de Sió C. Pelai, Pelagalls                              | 41° 45′ 05″ N, 1° 12′ 08″ E / 41.75152°N,1.20235°E   | IPA-35669     | Rectoria de Pelagalls (els Plans de Sió) · Vegeu més fotos d'aquest monument · Carregueu una nova foto d'aquest monument                                  |
| Safaretjos de Pelagalls                                               |              | Obra popular XIX                           | Els Plans de Sió Pl. de l'Església, Pelagalls                     | 41° 45′ 06″ N, 1° 12′ 11″ E / 41.75179°N,1.20305°E   | IPA-35670     | Safaretjos de Pelagalls (els Plans de Sió) · Vegeu més fotos d'aquest monument · Carregueu una nova foto d'aquest monument                                |
| Portals del nucli de Ratera                                           |              | Obra popular XVIII                         | Els Plans de Sió La Plaça, Ratera                                 | 41° 45′ 09″ N, 1° 13′ 22″ E / 41.75258°N,1.22287°E   | IPA-35671     | Portals del nucli de Ratera (els Plans de Sió) · Vegeu més fotos d'aquest monument · Carregueu una nova foto d'aquest monument                            |
| Cal Pallàs                                                            | BCIL 2010    | Obra popular XVIII                         | Els Plans de Sió C. Pelai, Pelagalls                              | 41° 45′ 06″ N, 1° 12′ 09″ E / 41.75161°N,1.20244°E   | IPA-35672     | Cal Pallàs (els Plans de Sió) · Vegeu més fotos d'aquest monument · Carregueu una nova foto d'aquest monument                                             |
| Pletes de Concabella                                                  | BCIL 2007    | Obra popular XIX                           | Els Plans de Sió Concabella, al costat de la carretera de Tàrrega | 41° 44′ 34″ N, 1° 13′ 38″ E / 41.74266°N,1.22715°E   | IPA-35673     | Pletes de Concabella (els Plans de Sió) · Vegeu més fotos d'aquest monument · Carregueu una nova foto d'aquest monument                                   |
| Safaretjos d'Hostafrancs                                              |              | Obra popular XIX                           | Els Plans de Sió Camí de l'Aranyó o del Molí, Hostafrancs         | 41° 44′ 07″ N, 1° 14′ 33″ E / 41.73538°N,1.2425°E    | IPA-35674     | Safaretjos d'Hostafrancs (els Plans de Sió) · Vegeu més fotos d'aquest monument · Carregueu una nova foto d'aquest monument                               |
| Pletes de Mont-roig                                                   | BCIL 2007    | Obra popular XIX                           | Els Plans de Sió Camí a la Figuerosa, Mont-roig                   | 41° 44′ 03″ N, 1° 10′ 30″ E / 41.73419°N,1.17491°E   | IPA-35675     | Pletes de Mont-roig (els Plans de Sió) · Vegeu més fotos d'aquest monument · Carregueu una nova foto d'aquest monument                                    |
| Pletes de les Pallargues                                              | BCIL 2007    | Obra popular XIX                           | Els Plans de Sió Carretera Agramunt direcció Cervera, Mont-roig   | 41° 44′ 17″ N, 1° 11′ 43″ E / 41.73802°N,1.19531°E   | IPA-35676     | Pletes de les Pallargues (els Plans de Sió) · Vegeu més fotos d'aquest monument · Carregueu una nova foto d'aquest monument                               |
| Castell d'Hostafrancs, o Cal Tarragó                                  |              | Obra popular XVII                          | Els Plans de Sió C. del Centre, Hostafrancs                       | 41° 44′ 13″ N, 1° 14′ 36″ E / 41.73702°N,1.24337°E   | IPA-35677     | Castell d'Hostafrancs (els Plans de Sió) · Vegeu més fotos d'aquest monument · Carregueu una nova foto d'aquest monument                                  |
| Cal Figueres                                                          |              | Obra popular XVIII                         | Els Plans de Sió C. Sant Roc, 19, Mont-roig                       | 41° 44′ 59″ N, 1° 11′ 06″ E / 41.74977°N,1.1851°E    | IPA-35678     | Cal Figueres (els Plans de Sió) · Vegeu més fotos d'aquest monument · Carregueu una nova foto d'aquest monument                                           |
| Cal Forn                                                              |              | Obra popular XVII, XVIII                   | Els Plans de Sió C. Major, 1, Sisteró                             | 41° 45′ 15″ N, 1° 12′ 28″ E / 41.75416°N,1.20774°E   | IPA-35679     | Cal Forn (els Plans de Sió) · Vegeu més fotos d'aquest monument · Carregueu una nova foto d'aquest monument                                               |
| Cal Martí                                                             |              | Obra popular XVII                          | Els Plans de Sió C. Major, Mont-roig                              | 41° 45′ 01″ N, 1° 11′ 07″ E / 41.750397°N,1.185185°E | IPA-35680     | Cal Martí (els Plans de Sió) · Vegeu més fotos d'aquest monument · Carregueu una nova foto d'aquest monument                                              |
| Abeuradors de Concabella                                              |              | Obra popular XIX                           | Els Plans de Sió C. Major, Concabella                             | 41° 45′ 05″ N, 1° 14′ 07″ E / 41.75134°N,1.23514°E   | IPA-35681     | Abeuradors de Concabella (els Plans de Sió) · Vegeu més fotos d'aquest monument · Carregueu una nova foto d'aquest monument                               |
| Cabanes de Volta I i II                                               |              | Obra popular XX                            | Els Plans de Sió Partida de les Triagueres, Concabella            | 41° 44′ 16″ N, 1° 12′ 52″ E / 41.737857°N,1.214526°E | IPA-35682     | Cabanes de Volta I i II (els Plans de Sió) · Vegeu més fotos d'aquest monument · Carregueu una nova foto d'aquest monument                                |
| Pou de gel de Pelagalls                                               |              | Obra popular XVI                           | Els Plans de Sió Pl. de l'Església, Pelagalls                     | 41° 45′ 07″ N, 1° 12′ 10″ E / 41.75191°N,1.20284°E   | IPA-35683     | Pou de gel de Pelagalls (els Plans de Sió) · Vegeu més fotos d'aquest monument · Carregueu una nova foto d'aquest monument                                |
| Esteles funeràries                                                    |              | Romànic XII                                | Els Plans de Sió Darrere de l'església de Sant Esteve, Pelagalls  | 41° 45′ 07″ N, 1° 12′ 12″ E / 41.7519°N,1.20344°E    | IPA-35684     | Esteles funeràries (els Plans de Sió) · Vegeu més fotos d'aquest monument · Carregueu una nova foto d'aquest monument                                     |
| Niu de metralladores                                                  |              | Obra popular XX Inici                      | Els Plans de Sió Concabella                                       | 41° 44′ 38″ N, 1° 13′ 31″ E / 41.744009°N,1.225185°E | IPA-35685     | Niu de metralladores (els Plans de Sió) · Vegeu més fotos d'aquest monument · Carregueu una nova foto d'aquest monument                                   |
| Font de la Puda                                                       |              | Obra popular XIX                           | Els Plans de Sió Concabella, carretera de Tàrrega                 | 41° 44′ 25″ N, 1° 14′ 06″ E / 41.74024°N,1.23509°E   | IPA-35686     | Font de la Puda (els Plans de Sió) · Vegeu més fotos d'aquest monument · Carregueu una nova foto d'aquest monument                                        |
| Creu de terme de Montcortès                                           |              | Gòtic XV                                   | Els Plans de Sió Carretera de Cervera a Agramunt, Montcortès      | 41° 42′ 19″ N, 1° 13′ 46″ E / 41.70515°N,1.22942°E   | IPA-35687     | Creu de terme de Montcortès (els Plans de Sió) · Vegeu més fotos d'aquest monument · Carregueu una nova foto d'aquest monument                            |
| Columbari                                                             |              | Obra popular Romà                          | Els Plans de Sió Camí a l'Aranyó, Montcortès                      | 41° 42′ 14″ N, 1° 13′ 24″ E / 41.70376°N,1.2234°E    | IPA-35688     | Columbari (els Plans de Sió) · Vegeu més fotos d'aquest monument · Carregueu una nova foto d'aquest monument                                              |
| Creu de la Santa Missió                                               |              | Obra popular XX Mitjan                     | Els Plans de Sió Camí a Ossó de Sió, les Pallargues               | 41° 45′ 39″ N, 1° 11′ 42″ E / 41.760952°N,1.195009°E | IPA-35689     | Creu de la Santa Missió (els Plans de Sió) · Vegeu més fotos d'aquest monument · Carregueu una nova foto d'aquest monument                                |
| Via Crucis                                                            |              | Obra popular XX                            | Els Plans de Sió Concabella                                       | 41° 45′ 03″ N, 1° 13′ 45″ E / 41.750698°N,1.229114°E | IPA-35690     | Via Crucis (els Plans de Sió) · Vegeu més fotos d'aquest monument · Carregueu una nova foto d'aquest monument                                             |
| Cabana de volta dels Reguers                                          |              | Obra popular XIX                           | Els Plans de Sió Carretera Agramunt direcció Cervera, Mont-roig   | 41° 44′ 12″ N, 1° 11′ 40″ E / 41.7366°N,1.19438°E    | IPA-35691     | Cabana de volta dels Reguers (els Plans de Sió) · Vegeu més fotos d'aquest monument · Carregueu una nova foto d'aquest monument                           |
| Ajuntament de les Pallargues                                          | BCIL 2010    | Eclecticisme XX Inici, XX Final            | Els Plans de Sió Pl. de l'Ajuntament, les Pallargues              | 41° 45′ 41″ N, 1° 11′ 49″ E / 41.76131°N,1.19701°E   | IPA-35952     | Ajuntament de les Pallargues (els Plans de Sió) · Vegeu més fotos d'aquest monument · Carregueu una nova foto d'aquest monument                           |
| Capella de Santa Magdalena de Sió                                     |              | Obra popular XIX                           | Els Plans de Sió Camí a Ossó de Sió, les Pallargues               | 41° 45′ 40″ N, 1° 11′ 35″ E / 41.76098°N,1.19296°E   | IPA-35953     | Capella de Santa Magdalena de Sió (els Plans de Sió) · Vegeu més fotos d'aquest monument · Carregueu una nova foto d'aquest monument                      |
| Portal de Pelagalls                                                   |              | Romànic XII                                | Els Plans de Sió C. Pelai, Pelagalls                              | 41° 45′ 06″ N, 1° 12′ 10″ E / 41.751741°N,1.202647°E | IPA-35954     | Portal de Pelagalls (els Plans de Sió) · Vegeu més fotos d'aquest monument · Carregueu una nova foto d'aquest monument                                    |
| Cal Masuca de Muller                                                  | BCIL 2010    | Obra popular XVIII                         | Els Plans de Sió Pl. de l'Església, Muller                        | 41° 42′ 30″ N, 1° 12′ 32″ E / 41.70838°N,1.20881°E   | IPA-35955     | Cal Masuca de Muller (els Plans de Sió) · Vegeu més fotos d'aquest monument · Carregueu una nova foto d'aquest monument                                   |
| Refugi antiaeri                                                       |              | Obra popular XX Inici                      | Els Plans de Sió Camp d'aviació, Hostafrancs                      | 41° 43′ 15″ N, 1° 13′ 01″ E / 41.72077°N,1.216886°E  | IPA-36014     | Refugi antiaeri (els Plans de Sió) · Vegeu més fotos d'aquest monument · Carregueu una nova foto d'aquest monument                                        |
| Pleta de Pelagalls                                                    | BCIL 2007    | Obra popular XIX                           | Els Plans de Sió enderrocada                                      | 41° 44′ 19″ N, 1° 11′ 49″ E / 41.738655°N,1.196994°E | IPA-36723     | Carregueu una nova foto d'aquest monument |
| Carrer del Mig de Canós                                               | BCIL 2010    | Medieval                                   | Els Plans de Sió C. Migdia, Canós                                 | 41° 41′ 18″ N, 1° 12′ 19″ E / 41.68831°N,1.20522°E   | IPA-46777     | Carregueu una nova foto d'aquest monument |
| Masia de Ratera                                                       | BCIL 2010    |                                            | Els Plans de Sió                                                  | 41° 45′ 02″ N, 1° 13′ 29″ E / 41.750665°N,1.224756°E | IPA-46783     | Carregueu una nova foto d'aquest monument |